# 就労困難
就労困難（しゅうろうこんなん）とは、傷病や障害などで、就労が困難であり、休職や保障などが必要な状態を意味する用語である。就業困難（しゅうぎょうこんなん）とも言う。

## 概要
医師による診断書や書類などに用い、休職や各種保障などを受ける際に、使用される用語である。就労困難は、その状態に応じ、勤務内容や環境に配慮するなど、適切な援助や指導を行えば、就労可能となる。但し勤務状況によっては、就労不能にもなる。その場合は、休職や収入などの保障が必要となる。
日本学生支援機構における、返済期限猶予では、証明書である診断書に、就労困難の記載が必要である。また、マンパワーグループによる「就労困難時に関する調査データ」結果では、就労困難時に必要な支援制度は「休業補償・傷病手当金」としている。